# Loving (televisieserie)
Loving is een Amerikaanse soapserie die van 27 juni 1983 tot 10 november 1995 door ABC werd uitgezonden. De serie begon met een twee uur durende film die op primetime werd uitgezonden en waarin onder anderen Lloyd Bridges en Geraldine Page meespeelden.